# Змієїд (рід)
Змієї́д (Circaetus) — рід хижих птахів родини Яструбових (Accipitridae).

### Зовнішній вигляд та морфологічні ознаки
Вузькоспеціалізовані хижі птахи середніх розмірів: довжина тіла 60—80 см, маса 1-2 кг. Забарвлення верху тіла світло-коричневе, низ світлий з строкатістю та темними грудьми (у C. gallicus та C. fasciolatus), однотонно-бурий (у C. cinereus) або зі світлими поперечними смугами (у C. cinerascens). Хвіст помірної довжини (22—33 см), має поперечні смуги. Крила довгі та широкі (37—60 см). Голова велика (головним чином через видовжені потиличні пера). Очі великі, жовті. Лапи надійно захищені від укусів змій щільним оперенням гомілки та щільними щитками цівки.

### Особливості екології
Представники роду є переважно осілими африканськими видами, проте мігруючий змієїд гніздиться від Середземноморського басейну до Росії, Близького Сходу й Індії, та зимує в Африці південніше Сахари та на схід до Індонезії.
Мешкають у розріджених лісах, саванах, пустелях, поблизу від відкритих місць. Здобич видивляються у польоті (змієїд здатний зависати на місці подібно до боривітра), або з присад.
Гнізда влаштовують, як правило, на верхівках дерев. Вони невеликих розмірів (не ховають насиджую чого птаха), пухкі, недбалі, у вистилці — зелені гілки. У кладці одне біле яйце. Насиджує самка близько 45 діб, пташеня вилітає через 70—90 днів.
Живляться майже виключно зміями: здобич міцно хапають двома лапами (біля голови і за тулуб), швидко вбивають та заковтують з голови. До гнізда здобич приносять у волі, пташеня витягує її за хвіст. Рідше полюють на ящірок, а африканські види — також на птахів та дрібних ссавців.
Африканські види звичайні, в Євразії змієїд є рідкісним.

## Види
Найчастіше виділяють 4 види:
- Circaetus gallicus, змієїд — в Україні гніздовий, перелітний птах, занесений до Червоної книги України
- Circaetus pectoralis — інколи відносять до C. gallicus
- Circaetus beaudouini — інколи відносять до C. gallicus
- Circaetus cinereus
- Circaetus fasciolatus
- Circaetus cinerascens